# Sénateurs désignés par le Parlement d'Andalousie
Les sénateurs désignés par le Parlement d'Andalousie représentent l'Andalousie au Sénat espagnol.

## Normes et désignation
La faculté pour chaque communauté autonome de désigner un ou plusieurs sénateurs au Sénat, conçu comme une chambre de représentation territoriale, est énoncée à l'article 69, alinéa 5, de la Constitution espagnole de 1978. La désignation est régie par les articles 103, 106 et par le principe de parité du statut d'autonomie de l'Andalousie ainsi que par la loi andalouse 19/2007 portant désignation des sénateurs représentant l'Andalousie et le règlement du Parlement,.
Tout citoyen jouissant de ses droits civils et politiques et ayant la qualité d'andalou peut être désigné sénateur. Après la tenue des élections au Parlement d'Andalousie et la constitution du Parlement, le bureau détermine le nombre de sénateurs à désigner en tenant compte du nombre de votants lors des dernières élections sénatoriales. Les sièges de sénateurs sont alors assignés à chaque groupe parlementaire en fonction de leur importance numérique et suivant la loi d'Hondt. En cas d'égalité dans la répartition, le siège est attribué au parti ayant eu le plus de voix lors des élections au Parlement d'Andalousie. Une fois la répartition des sièges effectuée entre les groupes parlementaires, ceux-ci doivent proposer leurs listes de candidats dans le délai imparti par la présidence du Parlement ; en veillant à ce que chaque sexe ne soit pas représenté dans une proportion inférieure à 40 %. En cas de vacance, le groupe dont est issu le sénateur démissionnaire est chargé de proposer un nouveau candidat.
La dissolution du Parlement d'Andalousie met fin au mandat des sénateurs désignés, ceux-ci restent néanmoins en poste jusqu'à la désignation des nouveaux sénateurs. En cas de dissolution du Sénat, les sénateurs désignés restent en place sans nécessité d'un nouveau vote.

## Synthèse
| UCD     |       | 1 |   |   |   |   |   |   |   |   |   |   |   |  |  |  |
| PCE     |       | 1 |   |   |   |   |   |   |   |   |   |   |   |  |  |  |
| AP      |       | 1 | 2 |   |   |   |   |   |   |   |   |   |   |  |  |  |
| PSOE    |       | 4 | 4 | 4 | 3 | 4 | 4 | 5 | 5 | 4 | 5 | 3 | 3 |  |  |  |
| IU      |       |   | 1 | 1 | 2 | 1 | 1 |   |   | 1 |   |   |   |  |  |  |
| PP      |       |   |   | 2 | 3 | 3 | 3 | 3 | 4 | 4 | 3 | 2 | 5 |  |  |  |
| Cs      |       |   |   |   |   |   |   |   |   |   |   | 2 |   |  |  |  |
| Podemos |       |   |   |   |   |   |   |   |   |   | 1 | 1 |   |  |  |  |
| Vox     |       |   |   |   |   |   |   |   |   |   |   | 1 | 1 |  |  |  |
|         |       |   |   |   |   |   |   |   |   |   |   |   |   |  |  |  |
| Total   | Total | 7 | 7 | 7 | 8 | 8 | 8 | 8 | 9 | 9 | 9 | 9 | 9 |  |  |  |

## Législatures

### Ire
| Parti | Parti                      | Sénateurs désignés                 | Voix        |
| ----- | -------------------------- | ---------------------------------- | ----------- |
| PSOE  |                            | Javier Torres Vela                 | Assentiment |
| PSOE  | Luis Ramón Benavides Cano  |                                    | Assentiment |
| PSOE  | Julián Santiago Bujalance  |                                    | Assentiment |
| PSOE  | Jaime Pérez-Llorca Rodrigo |                                    | Assentiment |
| AP    |                            | José Rodríguez Fernández           | Assentiment |
| UCD   |                            | Luis Francisco Merino Bayona       | Assentiment |
| PCE   |                            | Francisco Javier Terriente Quesada | Assentiment |

- Désignation : 16 novembre 1982.
- Francisco Terriente (PCE) est remplacé en février 1983 par Rafael Carlos Fernández-Piñar y Afán de Ribera.
- Javier Torres (PSOE) est remplacé en avril 1984 par Rafael Román Guerrero.

### IIe
| Parti | Parti                         | Sénateurs désignés       | Voix        |
| ----- | ----------------------------- | ------------------------ | ----------- |
| PSOE  |                               | José Antonio Marín Rite  | Assentiment |
| PSOE  | Joaquín Jesús Galán Pérez     |                          | Assentiment |
| PSOE  | Luis Pizarro Medina           |                          | Assentiment |
| PSOE  | Manuel Arenas Martos          |                          | Assentiment |
| AP    |                               | Antonio Hernández Mancha | Assentiment |
| AP    | Gabino Puche Rodríguez-Acosta |                          | Assentiment |
| IU    |                               | Antonio Romero Ruiz      | Assentiment |

- Désignation : 30 juillet 1986.
- José Antonio Marín (PSOE) est remplacé en octobre 1988 par Fernando Soto Martín.
  - Fernando Soto (PSOE) est remplacé en novembre 1989 par Jesús Ángel Quero Molina.
- Antonio Romero (IU) est remplacé en décembre 1989 par Andrés Cuevas González.

### IIIe
| Parti | Parti                     | Sénateurs désignés            | Voix        |
| ----- | ------------------------- | ----------------------------- | ----------- |
| PSOE  |                           | Luis Pizarro Medina           | Assentiment |
| PSOE  | Joaquín Jesús Galán Pérez |                               | Assentiment |
| PSOE  | Gaspar Zarrias Arévalo    |                               | Assentiment |
| PSOE  | Manuel Gracia Navarro     |                               | Assentiment |
| PP    |                           | Gabino Puche Rodríguez-Acosta | Assentiment |
| PP    | Enrique Arance Soto       |                               | Assentiment |
| IU    |                           | Andrés Cuevas González        | Assentiment |

- Désignation : 30 juillet 1990.
- Gabino Puche (PP) est remplacé en juin 1993 par Manuel Atencia Robledo.

### IVe
| Parti | Parti                     | Sénateurs désignés      | Voix        |
| ----- | ------------------------- | ----------------------- | ----------- |
| PSOE  |                           | Luis Pizarro Medina     | Assentiment |
| PSOE  | Joaquín Jesús Galán Pérez |                         | Assentiment |
| PSOE  | José Antonio Marín Rite   |                         | Assentiment |
| PP    |                           | Javier Arenas Bocanegra | Assentiment |
| PP    | Enrique Arance Soto       |                         | Assentiment |
| PP    | Aurelio Romero Girón      |                         | Assentiment |
| IU    |                           | Andrés Cuevas González  | Assentiment |
| IU    | Álvaro Martínez Sevilla   |                         | Assentiment |

- Désignation : 8 août 1994.

### Ve
| Parti | Parti                       | Sénateurs désignés         | Voix        |
| ----- | --------------------------- | -------------------------- | ----------- |
| PSOE  |                             | José Caballos Mojeda       | Assentiment |
| PSOE  | José Antonio Marín Rite     |                            | Assentiment |
| PSOE  | Luis Pizarro Medina         |                            | Assentiment |
| PSOE  | Luis Planas Puchades        |                            | Assentiment |
| PP    |                             | Javier Arenas Bocanegra    | Assentiment |
| PP    | Juan José Matarí Sáez       |                            | Assentiment |
| PP    | Jesús Andrés Mancha Cadenas |                            | Assentiment |
| IU    |                             | José Fermín Román Clemente | Assentiment |

- Désignation : 17 avril 1996.
- Javier Arenas (PP) est remplacé en mai 1996 par Juan Santaella Porras.
- Juan José Matarí (PP) est remplacé en mai 1996 par José Manuel Gómez-Angulo Giner.
  - José Manuel Giner (PP) est remplacé en mars 1999 par Manuel Atencia Robledo.
- Luis Planas (PSOE) est remplacé en juillet 1996 par María Isabel Flores Fernández.

### VIe
| Parti | Parti                          | Sénateurs désignés     | Voix        |
| ----- | ------------------------------ | ---------------------- | ----------- |
| PSOE  |                                | José Caballos Mojeda   | Assentiment |
| PSOE  | María Isabel Flores Fernández  |                        | Assentiment |
| PSOE  | José Antonio Marín Rite        |                        | Assentiment |
| PSOE  | Luis Pizarro Medina            |                        | Assentiment |
| PP    |                                | Teófila Martínez Sáiz  | Assentiment |
| PP    | María José Camilleri Hernández |                        | Assentiment |
| PP    | Manuel Arquero Orozco          |                        | Assentiment |
| IU    |                                | José Cabrero Palomares | Assentiment |

- Désignation : 10 mai 2000.

### VIIe
| Parti | Parti                          | Sénateurs désignés    | Voix        |
| ----- | ------------------------------ | --------------------- | ----------- |
| PSOE  |                                | Luis Pizarro Medina   | Assentiment |
| PSOE  | José Caballos Mojeda           |                       | Assentiment |
| PSOE  | Martín Soler Márquez           |                       | Assentiment |
| PSOE  | María Cinta Castillo Jiménez   |                       | Assentiment |
| PSOE  | María Eulalia Quevedo Ariza    |                       | Assentiment |
| PP    |                                | Teófila Martínez Saiz | Assentiment |
| PP    | Joaquín Luis Ramírez Rodríguez |                       | Assentiment |
| PP    | María José Camilleri Hernández |                       | Assentiment |

- Désignation : 12 mai 2004.
- María José Camilleri (PP) est remplacée en mai 2005 par Juan de Dios Martínez Soriano.

### VIIIe
| Parti | Parti                        | Sénateurs désignés         | Voix |
| ----- | ---------------------------- | -------------------------- | ---- |
| PSOE  |                              | Luis Manuel García Garrido | 101  |
| PSOE  | Luis Pizarro Medina          |                            | 101  |
| PSOE  | Fátima Ramírez Cerrato       |                            | 101  |
| PSOE  | María José Rodríguez Ramírez |                            | 101  |
| PSOE  | José Antonio Viera Chacón    |                            | 101  |
| PP    |                              | Javier Arenas Bocanegra    | 101  |
| PP    | María Luisa Ceballos Casas   |                            | 101  |
| PP    | Rafael Javier Salas Machuca  |                            | 101  |
| PP    | Patricia Navarro Pérez       |                            | 101  |

- Désignation : 29 avril 2008.
- Luis García (PSOE) est remplacé en septembre 2008 par María del Mar Moreno Ruiz.
  - Mar Moreno (PSOE) est remplacée en mai 2009 par Luis García Garrido.
    - Luis García Garrido (PSOE) est remplacé en octobre 2010 par Juan Espadas Cejas.
- Luis Pizarro (PSOE) est remplacé en mai 2009 par Francisco Vallejo Serrano.
- Fátima Ramírez (PSOE) est remplacée en octobre 2010 par Concepción Gutiérrez del Castillo.
- María José Rodríguez (PSOE) est remplacée en septembre 2011 par Susana Díaz Pacheco.
- José Antonio Viera (PSOE) est remplacé en décembre 2011 par Rosa Lucía Polonio Contreras.
- Luisa Ceballos (PP) est remplacée en juin 2011 par María Rosario Soto Rico.
- Patricia Navarro (PP) est remplacée en décembre 2011 par María Dolores Ortega Moral.

### IXe
| Parti | Parti                      | Sénateurs désignés                  | Voix |
| ----- | -------------------------- | ----------------------------------- | ---- |
| PP    |                            | Catalina Montserrat García Carrasco | 105  |
| PP    | Antonio Sanz Cabello       | 104                                 |      |
| PP    | Javier Arenas Bocanegra    | 104                                 |      |
| PP    | María Rosario Soto Rico    | 104                                 |      |
| PSOE  |                            | Francisco Álvarez de la Chica       | 105  |
| PSOE  | Fuensanta Coves Botella    |                                     | 105  |
| PSOE  | Juan Espadas Cejas         |                                     | 105  |
| PSOE  | Antonia Jesús Moro Cárdeno |                                     | 105  |
| IU    |                            | José Manuel Mariscal Cifuentes      | 104  |

- Désignation : 23 mai 2012.
- Antonio Sanz (PP) est remplacé en mai 2014 par Juan Manuel Moreno.
- Francico Álvarez de la Chica (PSOE) est remplacé en septembre 2013 par José Antonio Griñán.
- Juan Espadas (PSOE) est remplacé en septembre 2013 par Mario Jiménez.
  - Mario Jiménez (PSOE) est remplacé en novembre 2013 par Francisco Álvarez de la Chica.
    - Francisco Álvarez de la Chica (PSOE) est remplacé en mars 2014 par Juan Pablo Durán.
- Antonia Moro (PSOE) est remplacée en septembre 2013 par Mar Moreno.

### Xe
| Parti   | Parti                      | Sénateurs désignés       | Voix |
| ------- | -------------------------- | ------------------------ | ---- |
| PSOE    |                            | José Caballos Mojeda     | 105  |
| PSOE    | Juan María Cornejo López   | 106                      |      |
| PSOE    | Francisco Menacho Villalba | 106                      |      |
| PSOE    | María del Mar Moreno Ruiz  | 106                      |      |
| PSOE    | Elena Víboras Jiménez      | 106                      |      |
| PP      |                            | Javier Arenas Bocanegra  | 107  |
| PP      | Juan Manuel Moreno Bonilla |                          | 107  |
| PP      | María Rosario Soto Rico    |                          | 107  |
| Podemos |                            | María Isabel Mora Grande | 106  |

- Désignation : 1er juillet 2015.
- Juan Manuel Moreno (PP) est remplacé en octobre 2017 par Antonio Martín Iglesias.
  - Toni Martín (PP) est remplacé en juillet 2018 par Antonio Sanz Cabello.
- Mar Moreno (PSOE) est remplacée en janvier 2018 par Fuensanta Lima Cid.

### XIe
| Parti   | Parti                            | Sénateurs désignés               | Voix |
| ------- | -------------------------------- | -------------------------------- | ---- |
| PSOE    |                                  | José Muñoz Sánchez               | 100  |
| PSOE    | María Luisa Bustinduy Barrero    |                                  | 100  |
| PSOE    | Miguel Ángel Vázquez Bermúdez    |                                  | 100  |
| PP      |                                  | Javier Arenas Bocanegra          | 91   |
| PP      | María Teresa Ruiz-Sillero Bernal | 90                               |      |
| Cs      |                                  | Francisco José Carrillo Guerrero | 92   |
| Cs      | María Mar Hormigo León           | 91                               |      |
| Podemos |                                  | Esperanza Gómez Corona           | 70   |
| Vox     |                                  | Francisco José Alcaraz Martos    | 59   |

- Désignation : 6 février 2019.
- José Muñoz (PSOE) est remplacé en septembre 2019 par Fernando López Gil avec 91 voix favorables.
  - Fernando López (PSOE) est remplacé en juillet 2021 par Susana Díaz avec 88 voix favorables.
- Esperanza Gómez (AA) est remplacée en novembre 2019 par Pilar González Modino avec 98 voix favorables.
- Francisco José Alcaraz (Vox) est remplacé en décembre 2019 par Jacobo González-Robatto Perote avec 51 voix favorables.
- Fran Carrillo (Cs) est remplacé en juin 2020 par Francisco Javier Hervías Chirosa avec 106 voix favorables.
- Mar Hormigo (Cs) est remplacée en juin 2020 par María Ponce Gallardo avec 107 voix favorables.
- Fran Hervías (Cs) est remplacé en avril 2021 par José Luis Muñoz Lagares avec 98 voix favorables.
- Miguel Ángel Vázquez (PSOE) est remplacé en décembre 2021 par Juan Espadas avec 78 voix favorables.

### XIIe
| Parti | Parti                            | Sénateurs désignés                   | Voix |
| ----- | -------------------------------- | ------------------------------------ | ---- |
| PP    |                                  | Javier Arenas Bocanegra              | 101  |
| PP    | María Teresa Ruiz-Sillero Bernal | 106                                  |      |
| PP    | Juan Bravo Baena                 | 106                                  |      |
| PP    | Elías Bendodo Benasayag          | 106                                  |      |
| PP    | María José García-Pelayo Jurado  | 106                                  |      |
| PSOE  |                                  | Susana Díaz Pacheco                  | 92   |
| PSOE  | Juan Espadas Cejas               |                                      | 92   |
| PSOE  | Víctor González Fernández        |                                      | 92   |
| Vox   |                                  | María José Rodríguez de Millán Parro | 71   |

- Désignation : 27 juillet 2022.
- Juan Bravo, Elías Bendodo et María José García-Pelayo sont remplacés le 26 juillet 2023 par Inmaculada Hernández Rodríguez, Jesús Caicedo Bernabé et Luis Rogelio Rodríguez-Comendador, avec 102 voix favorables.
- Pepa Millán (Vox) est remplacée le 26 juillet 2023 par Paloma Gómez Enríquez, avec 75 voix favorables.